# 天津经济技术开发区
天津经济技术开发区（Tianjin Economic-Technological Development Area），亦称“泰达”，简称“TEDA”。创立于1984年12月6日，位于天津市区以东40千米，为天津市滨海新区的重要组成部分，国家综合配套改革试验区的一部分，是中国首批国家级经济技术开发区之一，在全国54个国家级开发区、工业园区投资环境评价中，天津开发区已连续14年位居第一。天津开发区最早的建设负责人、天津市原副市长叶迪生评价在当时“办开发区就是共产党领导的‘洋务运动’”。

## 名称
“泰达”，是天津经济技术开发区的英文全称“Tianjin Economic-Technological Development Area”缩写“TEDA”的音译，具有安泰、通达之意。1992年，天津经济技术开发区在全国率先建立和运用区域识别体系并以“泰达”这一形象的名称确定为区域的特定称谓，并派生出“泰达人”“泰达制造”“泰达精神”“泰达品牌”等概念。

## 历史

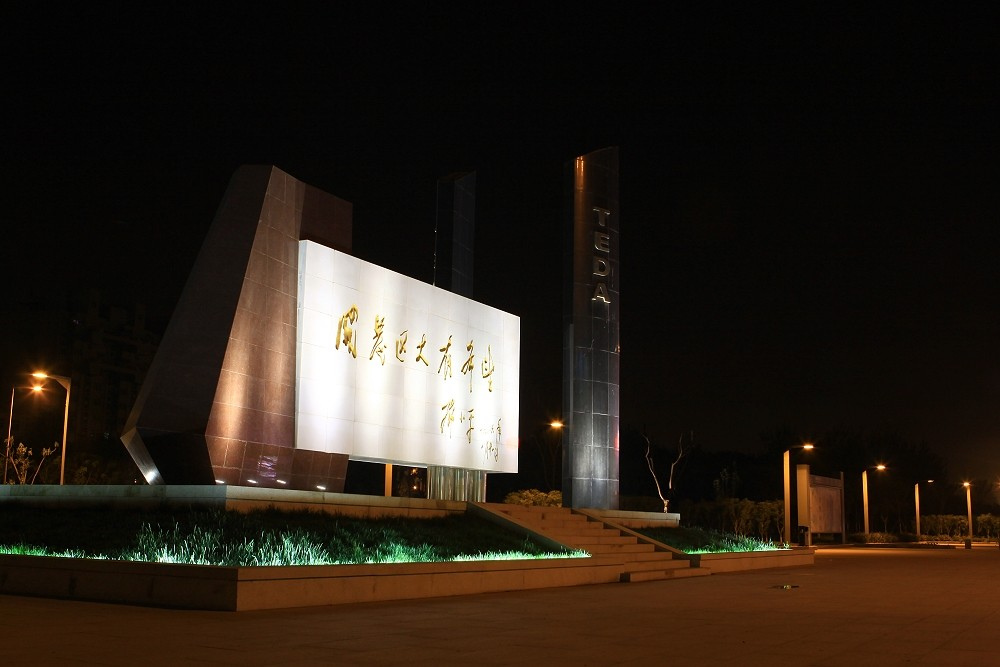
邓小平题词的“开发区大有希望”

天津经济技术开发区历史上曾是退海之地。1984年4月13日至4月15日，中国共产党天津市委员会就落实中央关于沿海部分城市座谈会精神的问题召开该年度第一次常委扩大会议。

### 选址
1984年5月初，方案组根据选址原则，先后在东丽区、塘沽区、汉沽区、大港区进行大面积实地勘察，提出5个选址方案：
- 胡张庄方案：位于东丽区，西界津汉公路，南到北外环路，东临北排污河，北至永定河，面积约11平方公里。
- 黄港方案：位于塘沽区黄港水库以南、塘汉公路以西、杨北公路以北、黑猪河以东，面积约20平方公里。
- 邓善沽方案：位于塘沽区海河左岸，南临大沽化工厂，近期可开发2.85平方公里，远期可开发14平方公里，距塘沽区中心仅1公里。
- 官港方案：位于大港区官港水库四周，近期可开发4平方公里，远期可开发7平方公里，距石油天然气管道较近。
- 塘沽盐场三分场方案：位塘沽区城区东北部，西临京山铁路，南靠计划修建的京津塘高速公路，北接北塘镇，东沿港口海防路，毗邻天津港，交通便利，面积33平方公里。

1984年6月21日至6月30日，中共天津市委召开该年度第二次常委扩大会议，重点讨论天津市对外开放和关于天津开发区建设的指导思想和模式。会后，天津开发区的筹建工作进入了实施阶段。1984年7月，天津开发区建区方案中提出：“争取到本世纪末或更长一点时间，把开发区初步建成一个具有港口城市特点的新型现代化工业区。”同年11月，中共中央政治局委员倪志福、国务委员谷牧先后到天津经济技术开发区选址处进行考察，并批准天津开发区动工建设。1984年12月6日，国务院对《关于天津市贯彻中央十三号文件进一步对外开放的报告》作出重要批复：“同意天津市在原塘沽盐场三分场兴办经济开发区。开发区的地域位置，东起海防路，西至京山线，南到计划修建的高速公路，北靠北塘镇，总面积三十三平方公里。”

### 建设

天津经济技术开发区沙盘规划

1984年12月6日，天津经济技术开发区作为第一批国家级经济技术开发区率先在天津东部沿海的盐碱荒滩上建立。1985年9月20日，国务院特区办公室批复了天津市人民政府的报告，同意对天津经济技术开发区地域进行调整。调整后地域界限为东起海防路，西至京山线，北靠北塘镇储潮库，南至新港四号路，面积仍为33平方公里。
1986年8月21日，时任中央军委主席、中央顾问委员会主任邓小平在天津市市长李瑞环陪同下视察天津开发区，并亲笔题写“开发区大有希望”的题词。同时，邓小平指出天津“在港口和市区之间有这么多荒地，这是个很大的优势，我看你们潜力很大。可以胆子大点，发展快点”。1989年，天津开发区区域经济发展定位为：坚持“以发展工业为主、以利用外资为主、以出口创汇为主”的“三为主”发展方针，发展外向型现代化工业并相应地逐步发展与之配套服务的第三产业。
1991年，天津市提出将天津开发区办成“以国际贸易为先导，以现代工业为基础,商业、金融、房地产等第三产业协调发展的外向型经济中心”。1992年，摩托罗拉宣布在天津开发区投资1.2亿美元建设生产基地，成为中国改革开放以来首个外资独资也是外资投资额最大的项目并在社会上引起轰动。
1995年，天津开发区提出：以工业现代化为基础的“六高三化”思路，即人才的高素质、工业的高技术、企业的高效益、管理的高水平、建设的高标准、生活的高质量，逐步实现以工业现代化为基础，以管理现代化为支撑，以城市现代化为标志的具有国际水平的现代化新城区的定位。

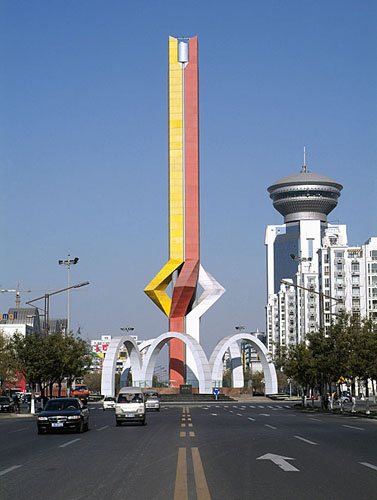
天津经济技术开发区街景

1998年5月，天津开发区与南开大学签定协议，由天津开发区投资3.2亿元人民币在开发区建设南开大学泰达学院。
1999年，天津开发区提出以建立外向型现代化的工业新城区为发展目标。
2000年，天津开发区提出：将开发区建设成为以现代工业为基础、以高新技术产业为主导的外向型现代化工业基地。8月，南开大学泰达学院落成投入使用。
2009年11月9日，国务院批复同意天津市调整行政区划，撤销天津市塘沽区、汉沽区、大港区，设立滨海新区，以原三个区的行政区域为滨海新区的行政区域，与此同时，天津开发区亦并入滨海新区，成为滨海新区的功能区，标志着滨海新区正式从经济管理区的概念成为行政区。

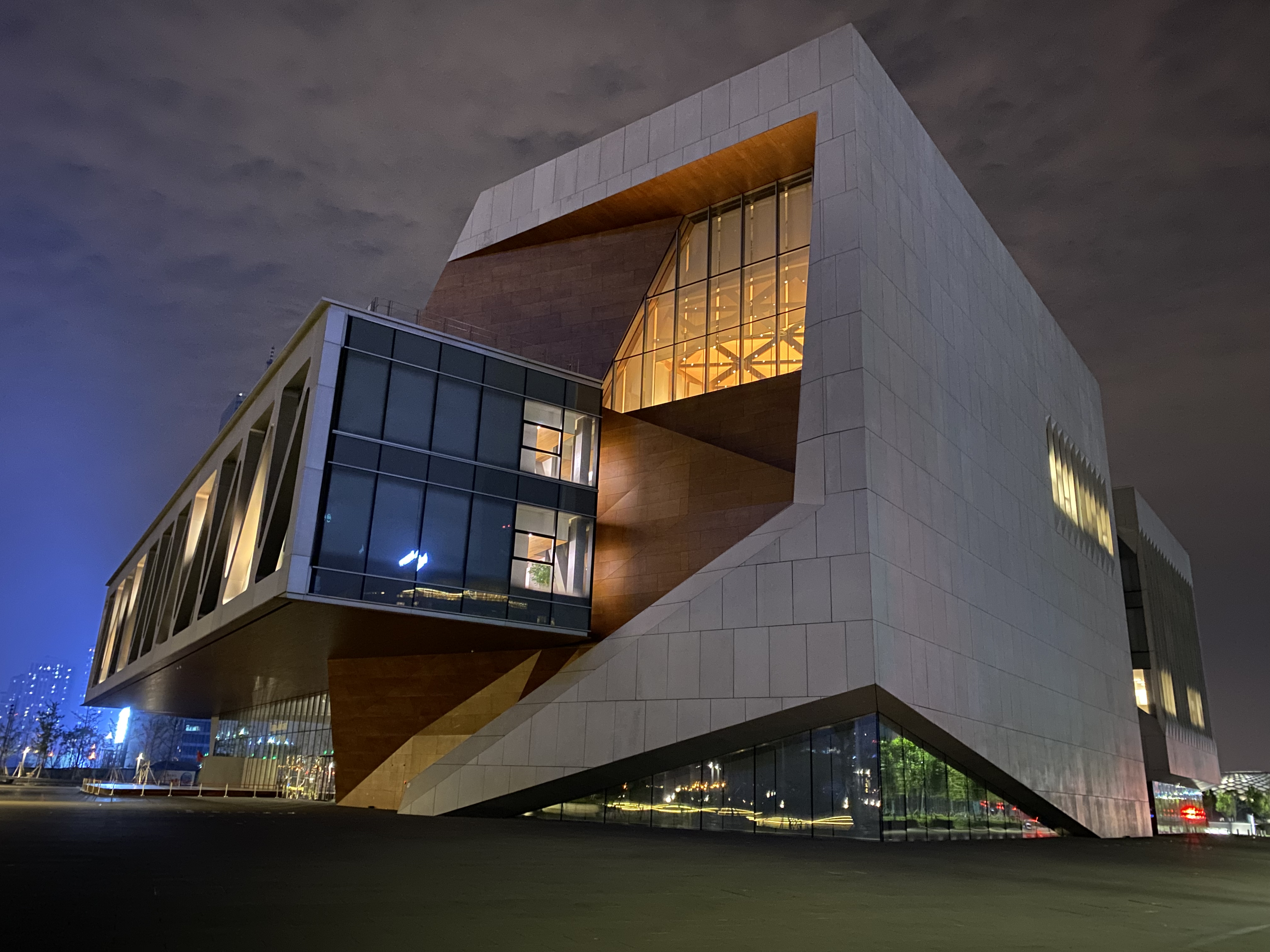
天津茱莉亚学院

2015年8月12日，天津港内一家危险化学品仓库发生了一起特别重大火灾爆炸事故，造成了严重的人员伤亡和财产损失。
2018年1月，滨海新区将区位相邻、功能定位相近的功能区进行归并，滨海新区中心商务区被并入天津经济技术开发区。
2019年7月，天津開發區將原先1000多個行政事業編制全部取消，實行全員聘任制。

## 地理

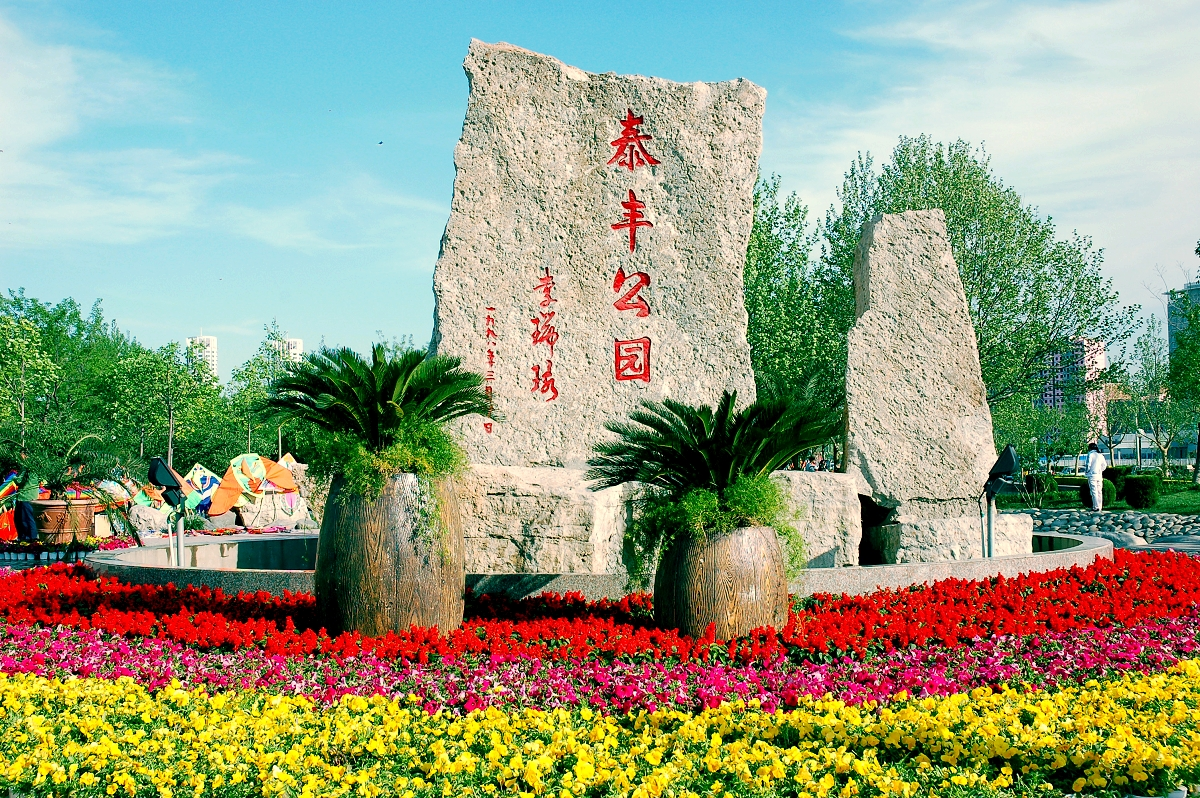
泰丰公园

天津经济技术开发区地处渤海湾西侧，属于海积平原，地形属于退海滩地，以前曾为盐田。地面平均高度为2.5米，为东高西低。填垫后，地面高度达3.5米。开发区地质状况优良，属软土地基，没有地震断裂带经过。建筑物抗震等级为七度，是本区较好的人工地基选型。目前，天津经济技术开发区的地域界限为东起海防路，西至京山线，北靠北塘镇储潮库，南至新港四号路，面积仍为33平方公里。

### 气候
天津经济技术开发区属于暖温带季风型大陆气候，四季变化明显。由于濒临渤海，受季风环流影响很大，冬夏季风更替明显。夏季主导风向为南南西向。冬季主导风向为北北西向。秋季以东向为主导风向。年平均气温12.6℃，其中7月份平均气温最高，为26.5℃；1月份平均气温最低，为-3.3℃。年极端最高气温为40.9℃，出现在1999年7月24日；年极端最低气温为-15.4℃，出现在1986年1月4日。月平均气温日较差为5.1～10.9℃。年平均降水量为566毫米，年降水量≥0.1mm的日数为63.4天。年日照时数为2731.9小时。平均初霜日是11月10日，终霜日是3月18日，无霜期236天。

## 功能划分

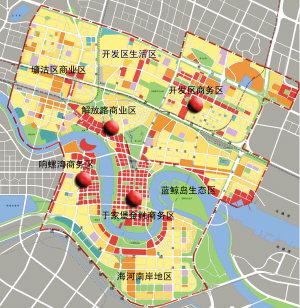
滨海新区中心商务区示意图中的天津经济技术开发区商务区和生活区

泰达，不仅包括传统的开发区区域，还包括位于武清的逸仙科学工业园，东丽的开发区西区，西青微电子工业区，天津汉沽现代产业区等。2009年4月，天津成立南港工业区管理委员会，主持南港工业区开发工作，与泰达管委会为一套人马，两块牌子。2014年，北塘经济区、轻纺工业区正式划归天津开发区。

### 开发区西区
天津开发区西区是开发区母区的土地、产业、管理和服务向西延伸的载体。

### 天津汉沽现代产业区
现代产业区成立于1996年，是开发区母区向北的延伸，将建设形成以先进制造业和高新技术产业为主导产业，以科技研发、文化商业为辅助产业的综合性现代产业区。

### 微电子工业区
微电子工业区，成立于1996年，坐落于天津西青区大寺镇，是距市中心最近的一个工业园区之一，也是中国北方规模最大、产业集聚度最高、投资效益最好的信息技术产业生产基地。

### 逸仙科学工业园
逸仙科学工业园于1993年5月成立，已经形成了以电子业、机械制造等高新技术产业为主的工业园区。

### 南港工业区
南港工业区即“天津南港”，2009年成立，是位于渤海湾天津市滨海新区海岸线南部，是重工业、化工产业为主的开发区和港口的综合体，是天津市的第二港口和滨海新区的九大功能区和“十大战役”之一，也是国家循环经济示范区，南港工业区管委会同天津经济技术开发区管委会是“一个机构两块牌子”。

### 开发区中区
2014年，天津轻纺经济区划入开发区，更名为“开发区中区”，为天津石化产业和开发区主导产业优势，推动高档轻工纺织、节能环保、新能源新材料、电子信息、轻型装备制造行业及相关要素市场扩大规模。

### 泰达北塘企业总部园区
2014年，天津北塘经济区划归开发区，更名为“泰达北塘企业总部园区”，为总部经济聚集地、中小企业加速器、楼宇经济新载体，文化产业和生活配套宜居区。

## 地标式建筑

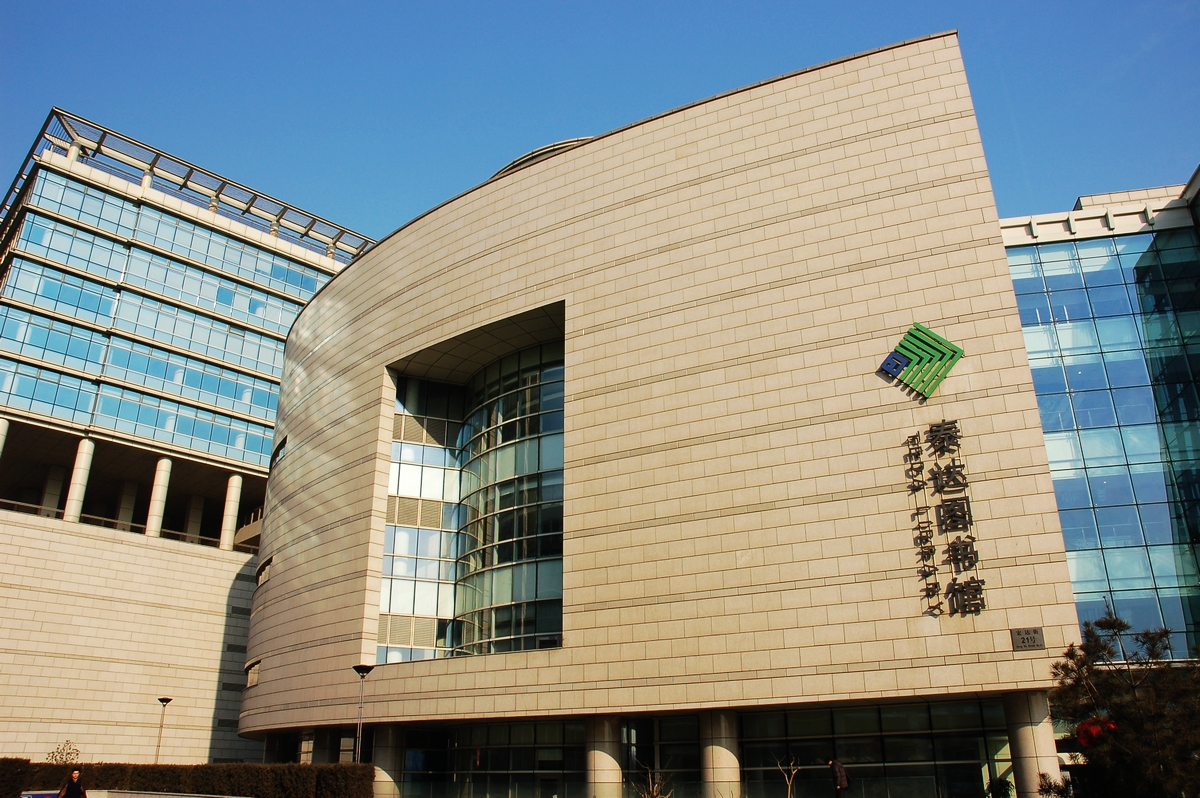
泰达图书馆外景

- 泰达图书馆
- 泰达金融街
- 泰达市民广场
- 泰丰公园
- 泰达足球场
- 南开大学泰达学院
- 天津滨海国际会展中心
- 泰达国际心血管病医院
- 天津经济技术开发区管委会大楼

## 企业
世界500强企业落户天津经济技术开发区的有76家，部分著名的企业有：

| - 天津摩托罗拉电子有限公司 - 天津一汽丰田汽车有限公司 - 天津新大洲本田摩托有限公司 - 天津三星电子有限公司 - 飞思卡尔半导体（中国）有限公司 - 天津富士通天电子有限公司 | - 天津乐金大沽化学有限公司 - 天津普利司通轮胎有限公司 - 天津可口可乐饮料有限公司 - 天津雅马哈电子乐器有限公司 - 天津仙妮蕾德企业有限公司 - 天津卡夫天美食品有限公司 | - 天津京瓷商贸有限公司 - 天津雀巢有限公司 - 天津松下电子部品有限公司 - 天津霍尼韦尔有限公司 - 天津康师傅控股有限公司 - 天津统一工业有限公司 | - 天津诺和诺德制药有限公司 - 天津施耐德电气低压有限公司 - 天津西迪斯电子有限公司 |

## 交通
- 铁路

天津经济技术开发区内的铁路站点原设有泰达货运站，后停止使用。
- 地铁

天津地铁9号线，始建于2001年1月18日，一期工程东段于2003年9月30日建成通车，2004年3月28日开始试运营。一期工程由天津市区中山门至天津经济技术开发区东海路段，设14座车站，全长45.409千米，其中高架线39.915千米，地面线5.494千米，于2001年5月18日开工建设，2003年9月30日建成通车。其中，天津经济技术开发区内设有泰达站、市民广场站、会展中心站、东海路站。
- 道路

天津开发区道路从新港四号路开始依次向北为第一大街、第二大街、第三大街一直到第十三大街。

## 体育

### 足球

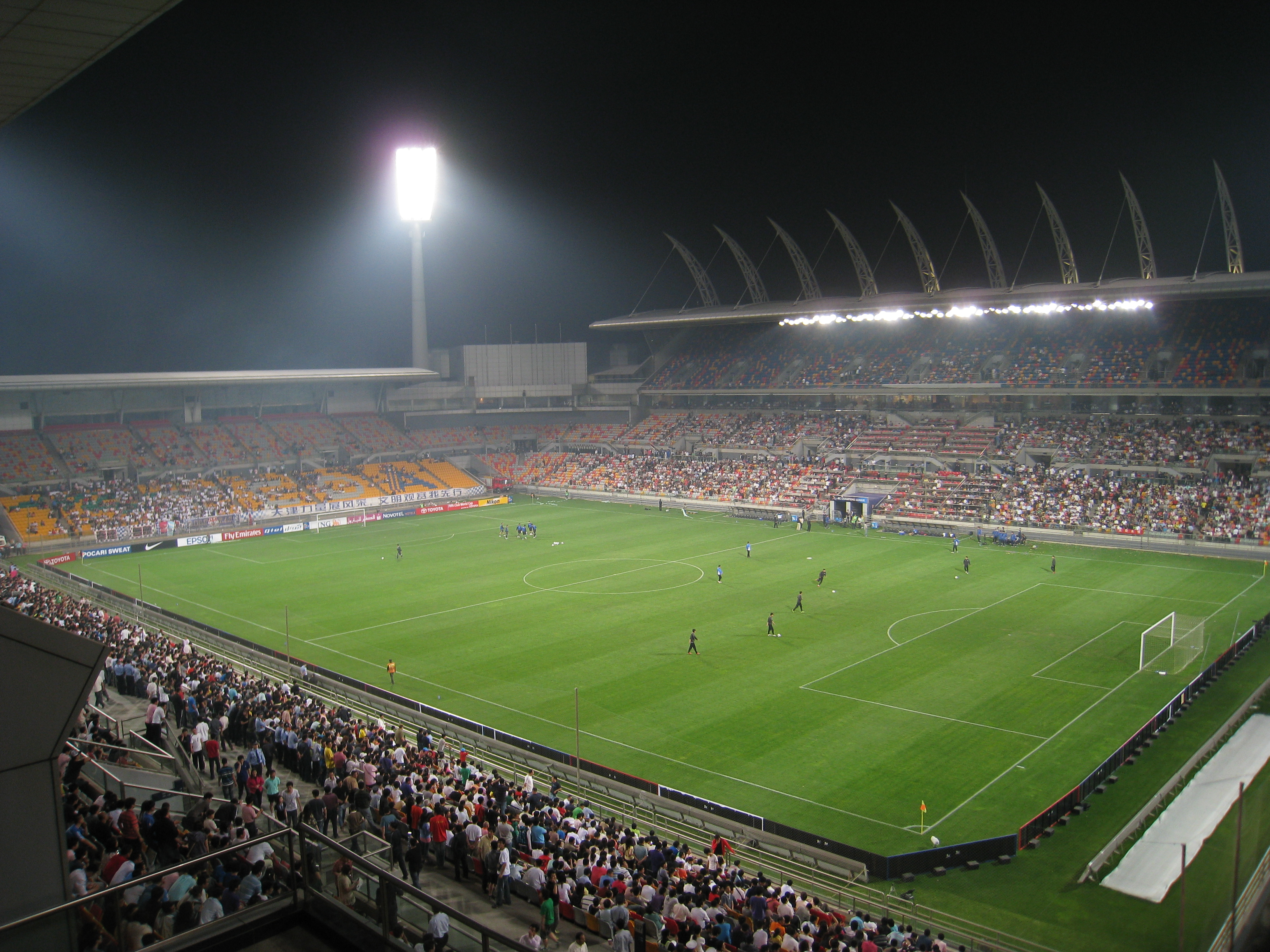
夜晚的泰达足球场

1998年2月16日，天津經濟技術開發區接過天津足球這面大旗，将原来的天津三星与天津万科(原天津二队)两队合并成立天津泰达足球俱乐部。泰达的接手使得天津足球队在这年的甲B联赛中以11胜11平的不败战绩重返了甲A联赛。1999年，天津经济技术开发区管委会将天津泰达足球俱乐部交由其下属的泰达集团有限公司投资并管理，注册资本为2300万元，还拥有天津泰达足球队、天津泰达青年足球队和天津泰达少年足球队这三支球队以及天津泰达职业足球学校的使用权和经营权，2004年，由泰达集团投资的泰达足球场在天津经济技术开发区建成，该球场为天津泰达足球俱乐部全资拥有的专业足球场，此外，俱乐部还拥有位于静海县团泊洼的泰达足球训练基地以及民园体育场及附属设施的使用权和经营权。此后，天津泰达足球俱乐部取得了中超联赛第4名的当时天津足球队职业联赛最佳排名。2008年，天津队再次取得中超联赛第4名的并首次入围亚冠联赛。天津队外援前锋路易斯荣膺中国足球超级联赛最佳射手。2010年，天津队历史性的取得了中超联赛亚军这一最佳排名，并且第二次入围亚冠联赛。此外，泰达足球俱乐部还经营和开发比赛门票销售、电视转播权、泰达标志产品、场内广告牌、球队冠名权以及队服广告等足球产业。

## 教育

天津南开大学泰达学院

由于天津经济技术开发区的区域功能，因此，区内的教育机构多以管理人员、专业技术人员、企业员工等的教育培训为主，以配合区内各个企业的用人需求。此外，天津经济技术开发区的另一个教育特点就是国际化，由于区内有大量在天津投资或工作的外籍人员，因此其子女的教育问题使得天津经济技术开发区的教育机构发展向国际化发展，呈现出高端与多样的发展模式。1984年10月，渤海开放大学成立，1985年3月，渤海开放大学招收700名首批学员，1986年3月后，该大学陆续招收500名学员。1991年，隶属于开发区文教卫生局的开发区培训中心成立，该培训中心承担开发区管理人员、专业技术人员、企业员工和社会各类人员的教育培训及继续教育工作。1993年6月，开发区涉外职业中等专业学校成立。1994年12月6日，天津經濟技術开发区第一所学前教育机构泰达幼儿园成立。1994年底，服务于天津经济技术开发区和在天津投资或工作的外籍人员子女的天津开发区国际学校总校成立。1996年10月，开发区涉外职业中等专业学校与天津市集体经济联合会共同成立了天津市经济技术培训中心。1996年10月，泰达第二幼儿园成立。1997年4月，开发区中等专业学校成立，同年7月，泰达第一中小学成立。1998年初，南开大学泰达学院开始动工兴建。2000年8月28日，南开大学泰达学院开学。

## 国际交流活动
- 历届滨海国际车展，滨海国际会展中心。

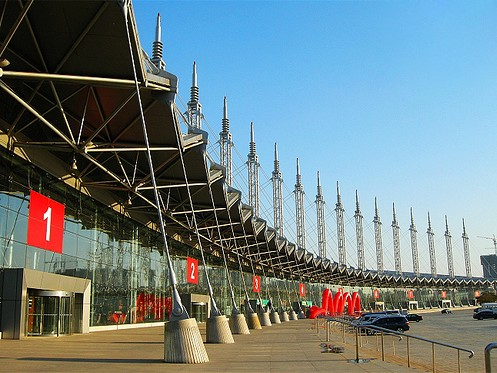
天津滨海国际会展中心

- 历届中国(天津)生态城市论坛暨博览会，滨海国际会展中心。
- 2006年海水淡化及水再利用国际研讨会暨展览会，滨海国际会展中心。
- 2007年中国企业国际融资博览会，滨海国际会展中心。
- 2007年第五届PECC国际贸易投资博览会，滨海国际会展中心。
- 2008年世界经济论坛夏季达沃斯，滨海国际会展中心。
- 2009年天津国际航空航天展洽会，滨海国际会展中心。
- 2009年中国国际矿业大会，滨海国际会展中心。
- 2009年国际生物经济大会，滨海国际会展中心。
- 2009年第八届中欧工商论坛，滨海国际会展中心。

## 评价
- 《福布斯》杂志欧洲版：“在中国投资的人士发现他们很难再找到像天津经济技术开发区这样好的投资环境了。”[18]
- 《财富》：“与世界上其他出口加工区相比，天津经济技术开发区--泰达有一些与众不同的特点：生机勃勃的经济、优越的投资环境、四通八达的交通网、世界水平的基础设施和丰富的人力资源。这就是跨国公司相继在泰达投资建厂的原因，也是泰达成为最受赞赏的经商地点的原因。泰达拥有四通八达的交通网络，这使他成为外商投资者投资的理想地点……泰达有直达列车开往国内大多数主要城市以至通往欧洲。天津国际机场离开发区很近，这是中国最大的货物空运中心。此外，还有华北最大的国际贸易港口-新港，它与180多个国家的400多个港口相连，中国发展中的西部地区大多数城市都使用天津港。”[19]